# Saint Louis Cemetery

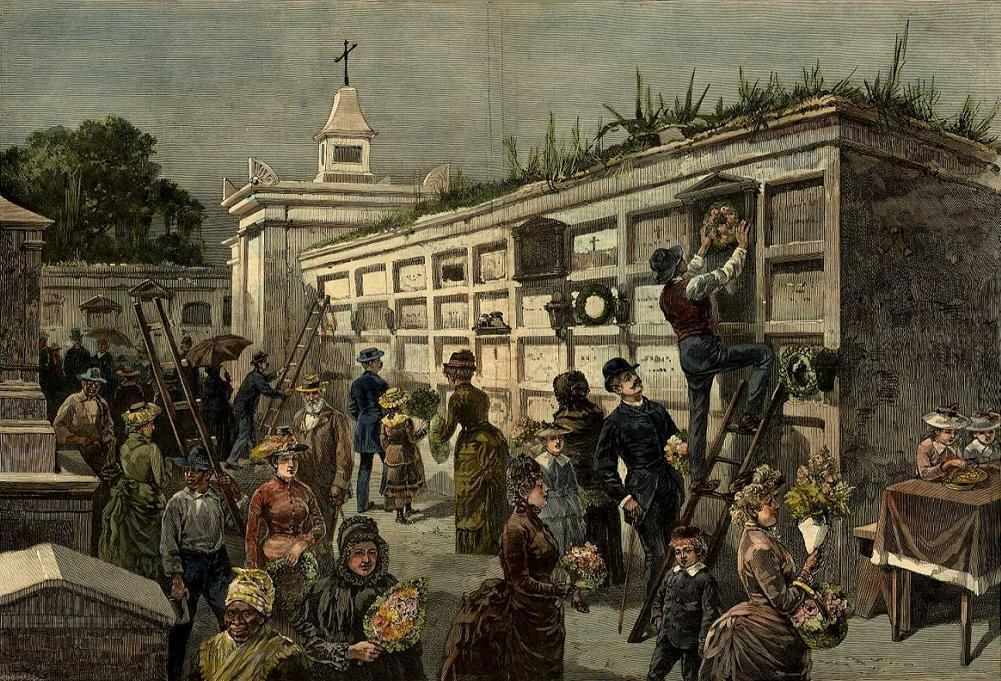
Allerheiligen in New Orleans – Schmuck der Gräber auf einem der Stadtfriedhöfe, Holzschnitt von 1885

Saint Louis Cemetery ist der Name von drei römisch-katholischen Friedhöfen in New Orleans, Louisiana. Die Gräber befinden sich meist in Mausoleen, die aus dem 18. und 19. Jahrhundert stammen. Zunächst wurden die Gräber auch unterirdisch angelegt. Nachdem um 1830 eine Serie von Seuchen ausbrach, ausgelöst durch die durch den hohen Grundwasserspiegel im Wasser schwimmenden Leichen, erließ die Stadtverwaltung eine Verordnung: Bestattungen durften künftig nur noch außerhalb der Stadt im Bayou St. John vorgenommen werden. Eine Beerdigung auf den Friedhöfen innerhalb der Stadt war nur noch in oberirdisch angelegten Gräbern erlaubt.

## Saint Louis Cemetery I

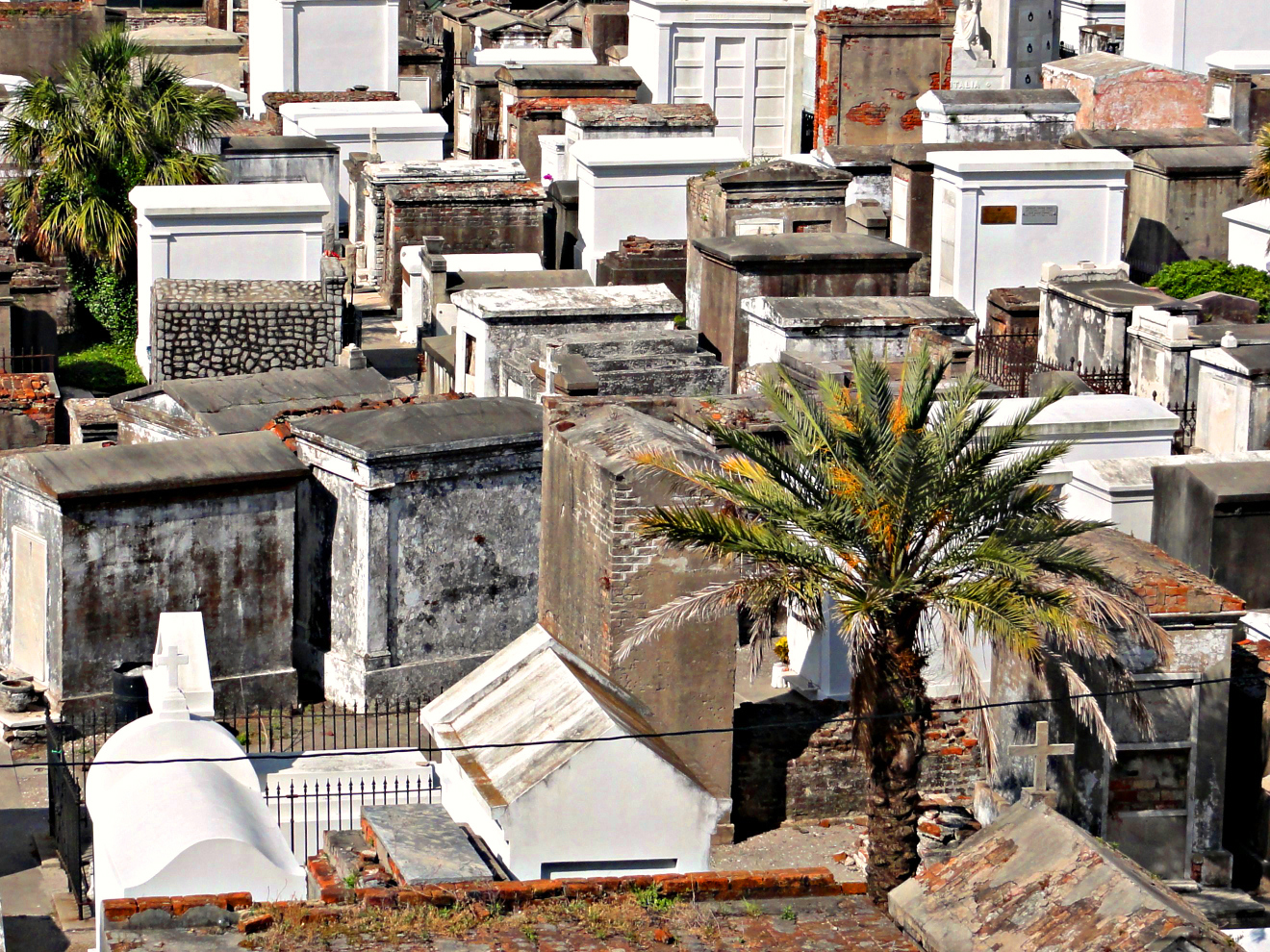
St. Louis Cemetery I

St. Louis Cemetery I ist der älteste und bekannteste Friedhof. Er wurde 1789 eröffnet, um den heute nicht mehr erhaltenen älteren St. Peter Street Cemetery als Hauptbegräbnisort zu ersetzen, als die Stadt nach einem Großbrand 1788 neu aufgebaut wurde. Zu dieser Zeit war Esteban Miro spanischer Gouverneur der Stadt, und er führte die zu dieser Zeit in Spanien populäre Art der oberirdischen Bestattung ein, die aber erst nach 1830 nahezu flächendeckend wurde.
Der Friedhof liegt acht Blöcke vom Mississippi entfernt, an der Nordseite der Basin Street, einen Block vom French Quarter entfernt, und grenzt an Iberville. Er wurde seit der Gründung kontinuierlich genutzt. Der Friedhof umfasst nur die Fläche eines Blocks, dennoch liegen hier viele Tausend Verstorbene. Eine protestantische Abteilung, die nur wenig Mausoleen hat, liegt im Nordwesten.
Dort sind unter anderem beerdigt:
- Etienne de Boré, ein reicher Pionier der Zuckerindustrie und erster Bürgermeister von New Orleans
- Bernard de Marigny, ein französisch-kreolischer Playboy, der das Craps-Spiel in die Vereinigten Staaten importiert hat
- Barthelemy Lafon, ein Architekt und Vermesser, der angeblich einer der Jean-Lafitte-Piraten wurde
- Delphine LaLaurie, eine Serienmörderin
- Benjamin Latrobe, ein Architekt und Ingenieur, der die Wasserwerke von New Orleans baute
- Marie Laveau, eine bekannte Voodoo-Priesterin, vermutlich in der Krypta der Familie Glapion beerdigt
- Ernest N. „Dutch“ Morial, der erste afro-amerikanische Bürgermeister von New Orleans.
- Paul Morphy, einer der ersten Schachweltmeister
- Homer Plessy, der Kläger im „Plessy v. Ferguson“-Verfahren vor dem Supreme Court

Der Saint Louis Cemetery diente auch als Drehort diverser Serien und Filme; neben den Serien The Originals und Navy CIS: New Orleans wurden auch Aufnahmen für den 1999 veröffentlichten Film Doppelmord hier gedreht.

## Saint Louis Cemetery II

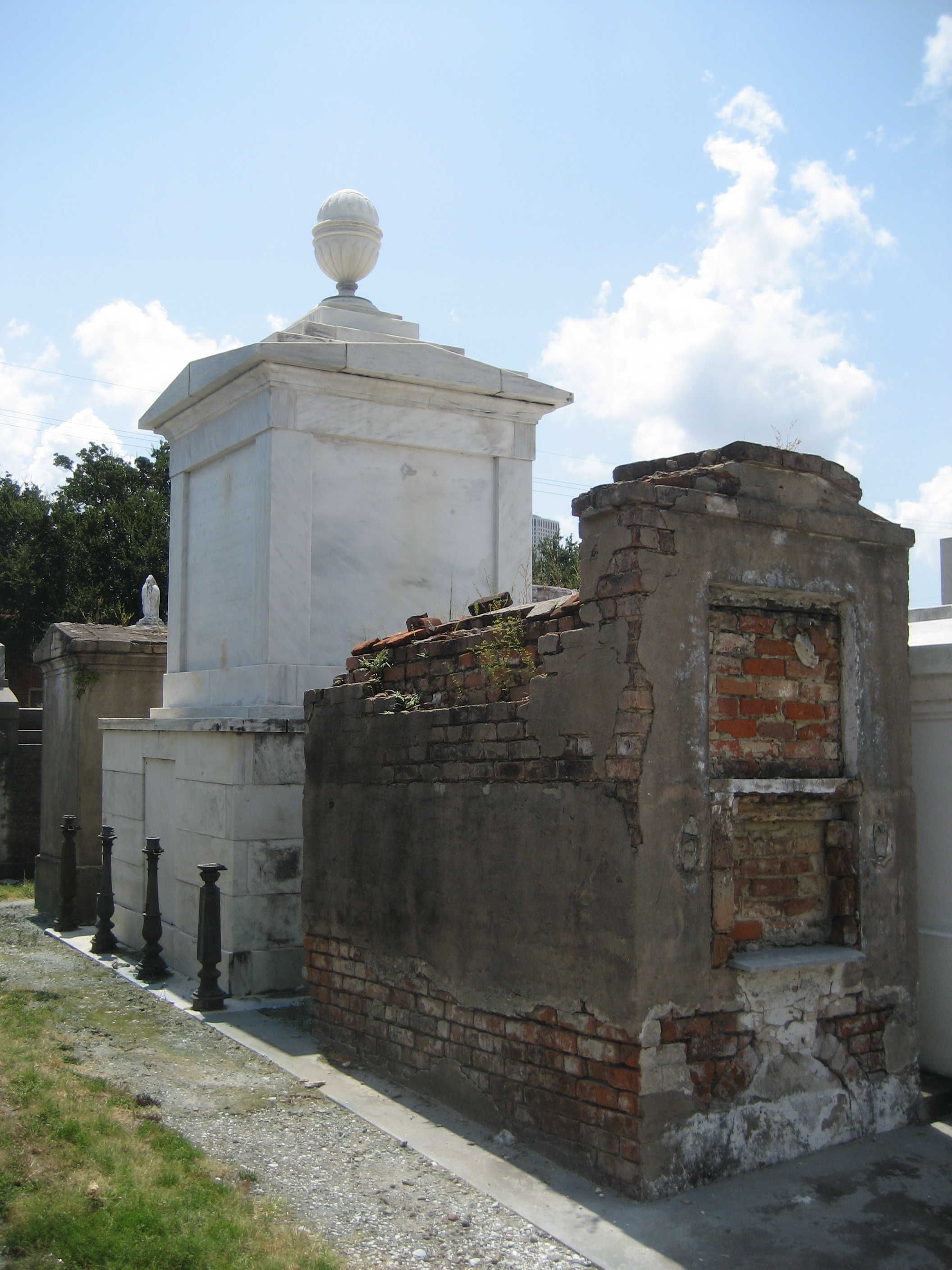
Mausoleen auf dem Saint Louis Cemetery II

St. Louis Cemetery II liegt etwa drei Blöcke von St. Louis Cemetery I entfernt an der Claiborne Avenue. Der Friedhof wurde 1823 angelegt. Hier fanden einige bekannte Jazz- und Rhythm-and-Blues-Musiker ihre letzte Ruhe, einschließlich Danny Barker und Ernie K. Doe. Hier ist auch Dominique You beerdigt, ein Jean-Lafitte-Pirat, der in der Schlacht von New Orleans half, die Stadt gegen die Briten zu verteidigen. Auch Andre Cailloux, ein afro-amerikanischer Held des Bürgerkriegs wurde hier begraben.
Einige bemerkenswerte Bürger des 19. und 20. Jahrhunderts wurden hier beerdigt, einschließlich der Venerable Mother Henriette DeLille, einer Kandidatin für die Heiligsprechung durch die katholische Kirche, sowie Jean Baptiste Dupeire (1795–1874).
Folgende Politiker und Armeeangehörige sind hier begraben:
- Paul Capdevielle (1844–1922), Bürgermeister von New Orleans
- Robert Brown Elliott (1842–1884), Mitglied der Staatslegislatur von South Carolina
- Charles Genois (um 1793–1866) Whig Mayor von New Orleans
- Carleton Hunt (1836–1921), Repräsentant von Louisiana
- Pierre Soulé (1801–1870), Senator von Louisiana
- Ignacy Szymański (1806–1874), ein polnisch-amerikanischer Soldat, geboren in New Orleans. Er diente in der Armee der Konföderierten als Colonel des Chalmette-Regiments.

## Saint Louis Cemetery III

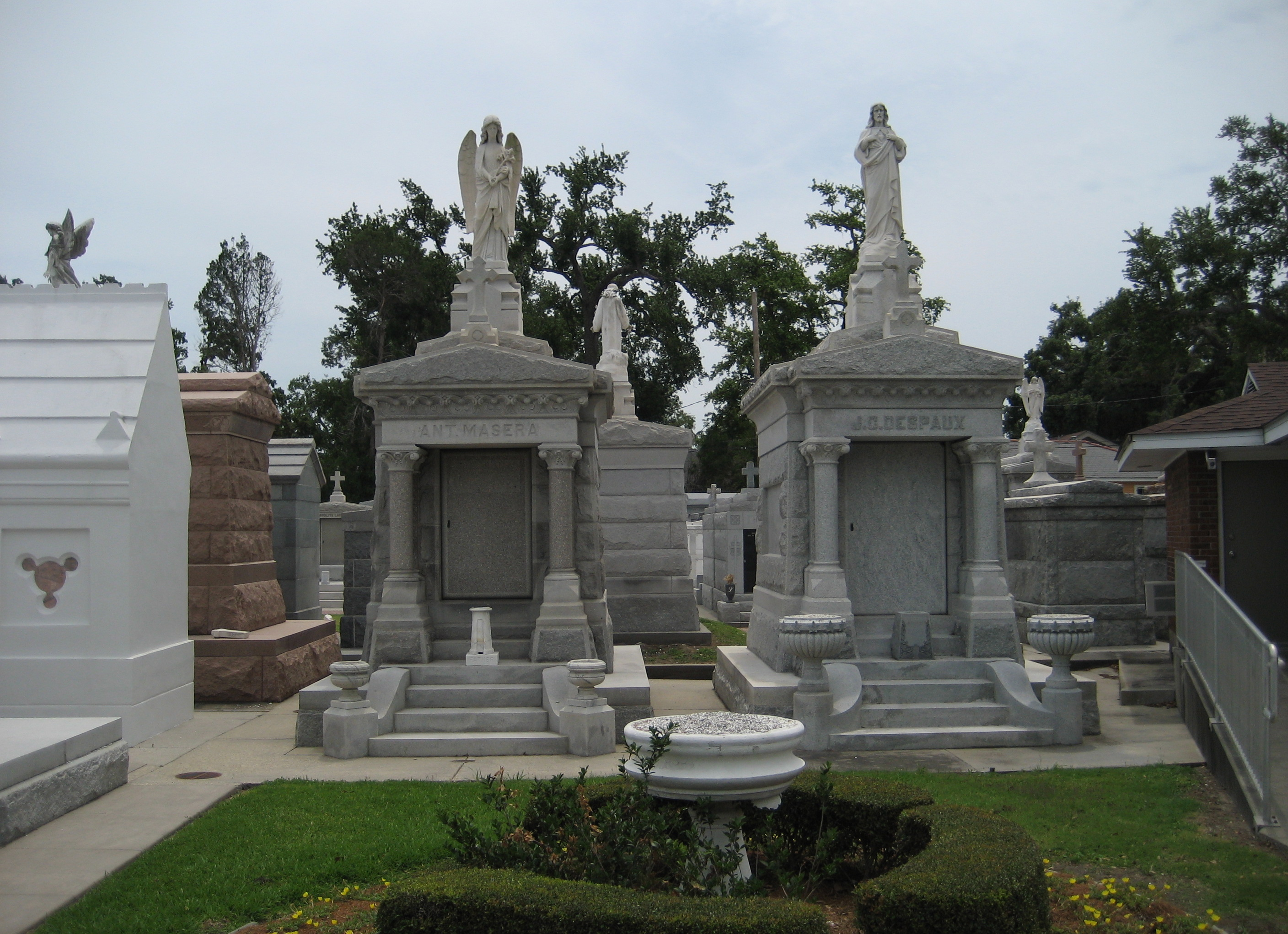
Engelsstatue auf Saint Louis III

St. Louis Cemetery III liegt etwa 3 km vom French Quarter entfernt, etwa 30 Blöcke vom Mississippi an der Esplanade Avenue in der Nähe des Bayou St. John. Der Friedhof wurde 1854 angelegt. Die Mausoleen sind meist stärker geschmückt als in den anderen St.-Louis-Friedhöfen, einschließlich einer Anzahl sehenswerter Marmorgräber aus dem 19. Jahrhundert. Dort wurden der Ragtime-Komponist Paul Sarebresole, der Fotograf E. J. Bellocq und der Maler Ralston Crawford beigesetzt. St. Louis Cemetery III hat auch eine griechisch-orthodoxe Abteilung. Für den 1999 veröffentlichten Film Doppelmord von Regisseur Bruce Beresford wurden Szenen am Friedhof gedreht. Weitere Aufnahmen wurden auch auf Saint Louis I gedreht.